# Ораториус
Ораториус (порт. Oratórios) — муниципалитет в Бразилии, входит в штат Минас-Жерайс. Составная часть мезорегиона Зона-да-Мата. Входит в экономико-статистический микрорегион Понти-Нова. Население составляет 4523 человека на 2006 год. Занимает площадь 89,187 км². Плотность населения — 50,7 чел./км².
Праздник города — 22 октября.

## История
Город основан 22 октября 1995 года. 

## Статистика
- Валовой внутренний продукт на 2003 год составляет 18 497 858,00 реалов (данные: Бразильский институт географии и статистики).
- Валовой внутренний продукт на душу населения на 2003 год составляет 4158,69 реалов (данные: Бразильский институт географии и статистики).
- Индекс развития человеческого потенциала на 2000 год составляет 0,663 (данные: Программа развития ООН).